# Petrol Ofisi SK
El Petrol Ofisi SK fue un equipo de fútbol de Turquía que alguna vez jugó en la Superliga de Turquía, la primera división de fútbol en el país.

## Historia
Fue fundado en el año 1954 en la capital Ankara por la compañía petrolera POAS, por lo que su nombre era reflejo de la empresa propietaria del club.
En la temporada 1994/95 consiguen por primera vez el ascenso a la Superliga de Turquía como campeones de la TFF Primera División, jugando la temporada 1994/95 en la máxima categoría y descendiendo luego de terminar en el lugar 17 entre 18 equipos, con lo que fue su única temporada en la Superliga de Turquía.
Posteriormente el club pierde su estatus de equipo profesional, y en el año 2010 pierde también la licencia de la Federación de Fútbol de Turquía y posteriormente desaparece luego de tener dificultades financieras.

## Palmarés
- TFF Primera División: 1

1993/94